# Abu Yaqub Yusuf I
Pour les articles homonymes, voir Abu Yusuf.
Abou Yacoub Youssouf (en berbère : ⵢⵓⵙⴼ ⵓ ⵄⴱⴷ ⵍⵎⵓⵎⵏ ; en arabe : أبو يعقوب يوسف بن عبد المؤمن), né vers 1138 et mort le 29 juillet 1184, est un calife berbère almohade, le deuxième calife de la dynastie almohade. Il régna à Séville puis à Marrakech. Il succède légitimement à son père `Abd al-Mu'min à la tête des Almohades. Sa mère Safiya, était une masmouda originaire d'un village de Tinmel. Il fut d'abord reconnu comme souverain à Séville (1163) puis à Marrakech. Souverain cultivé, appuyé sur une rupture avec l'orthodoxie religieuse, Abu Yaqub Yusuf est parfois surnommé le « calife intellectuel » (Pierre Guichard).

## Biographie
Il est originaire de la tribu des Beni Faten a travers la lignée de son père Abd al-Mumin, et sa mère Safiya bint Abi Imran, était une masmouda originaire d'un village de Tinmel. Elle appartenait à une famille de chefs et de notables de Tinmel. Son père Abu Imran Mousa ben Sulayman al-Tinmali, donc le gendre d'Abd al-Mumin, était le lieutenant de Marrakech, lorsque ce dernier sortait de la ville.
Il se marie à une princesse sanhadjienne, Lala Maryam, de la Kalâa des Béni Hammad. Cette dernière capturée lors de la prise de la ville, elle est finalement libérée par le calife et il la fait épouser son fils. 
À partir d'Abû Ya'qûb, il est impossible de séparer l'Espagne du Maghreb ou plutôt le Maghreb de l'Espagne, qui devient le lieu de prédilection du calife. Le fils d'Abd al-Mumin a rejeté tout puritanisme. Il se plaît plus à Séville, la capitale des plaisirs, qu'à Cordoue, la métropole intellectuelle. Pourtant, il ne dédaigne pas la culture. Il étonne Ibn Rouchd, lors de leur première entrevue, par son érudition philosophique et se complaît au commerce d'Ibn Tufayl au point, rapporte un des disciples du maître, de « rester au palais, auprès de lui, pendant des jours et des nuits sans paraître ». 
Abû Ya'qûb Yûsuf reprend la guerre contre les chrétiens d'Andalousie, menée par Ibn Mardanîch. Ce dernier est tué au cours du siège de Murcie (1172), ses fils se mettent au service du vainqueur. Le calife étendit son domaine sur l'ouest de l'Andalousie. Mais à peine avait-il fini de stabiliser l'Andalousie qu'à Gafsa, une révolte se déclare contre les abus du pouvoir almohade (1180).
Abû Ya'qûb Yûsuf fut mortellement blessé au combat contre la ville de Santarém au Portugal (29 juillet 1184), après un règne de vingt-un ans, dix mois et huit jours. D'après une autre version, c'est à la maladie qu'il faudrait attribuer sa mort. Il fut enterré dans le Ribat el-Fath (Rabat), laissant une postérité de dix-huit enfants mâles.

## Portrait et réalisation du souverain

### Réalisations
Il fait construire la mosquée de Séville dont le minaret reconverti plus tard en clocher de cathédrale se nomme la Giralda (girouette).
Il fit frapper un nouveau dinar à son effigie.
Il fit aussi commencer les travaux de l'immense mosquée al-Hasan de Rabat. Cette mosquée est restée inachevée, sans doute parce que le projet était trop ambitieux.
C'est sous son règne que vécut Averroès auteur du Discours décisif sur la compatibilité de la science et de la foi (1178).

### Famille
Il eut dix-huit enfants mâles.

### Vizirs
Il eut trois principaux vizirs:
- Abû `Abd Allah (1166-1172) (abū ʿabd allah ben ibrāhīm, أبو عبد الله بن إبراهيم)
- Abû `Amarân (1173-1176) (abū ʿimrān ben `abd al-mūʾmin, أبو عمران بن عبد المؤمن)
- Abû Hafs (1176-1179) (abū ḥafṣ ben ʿabd al-mūʾmin, أبو حفص بن عبد المؤمن))

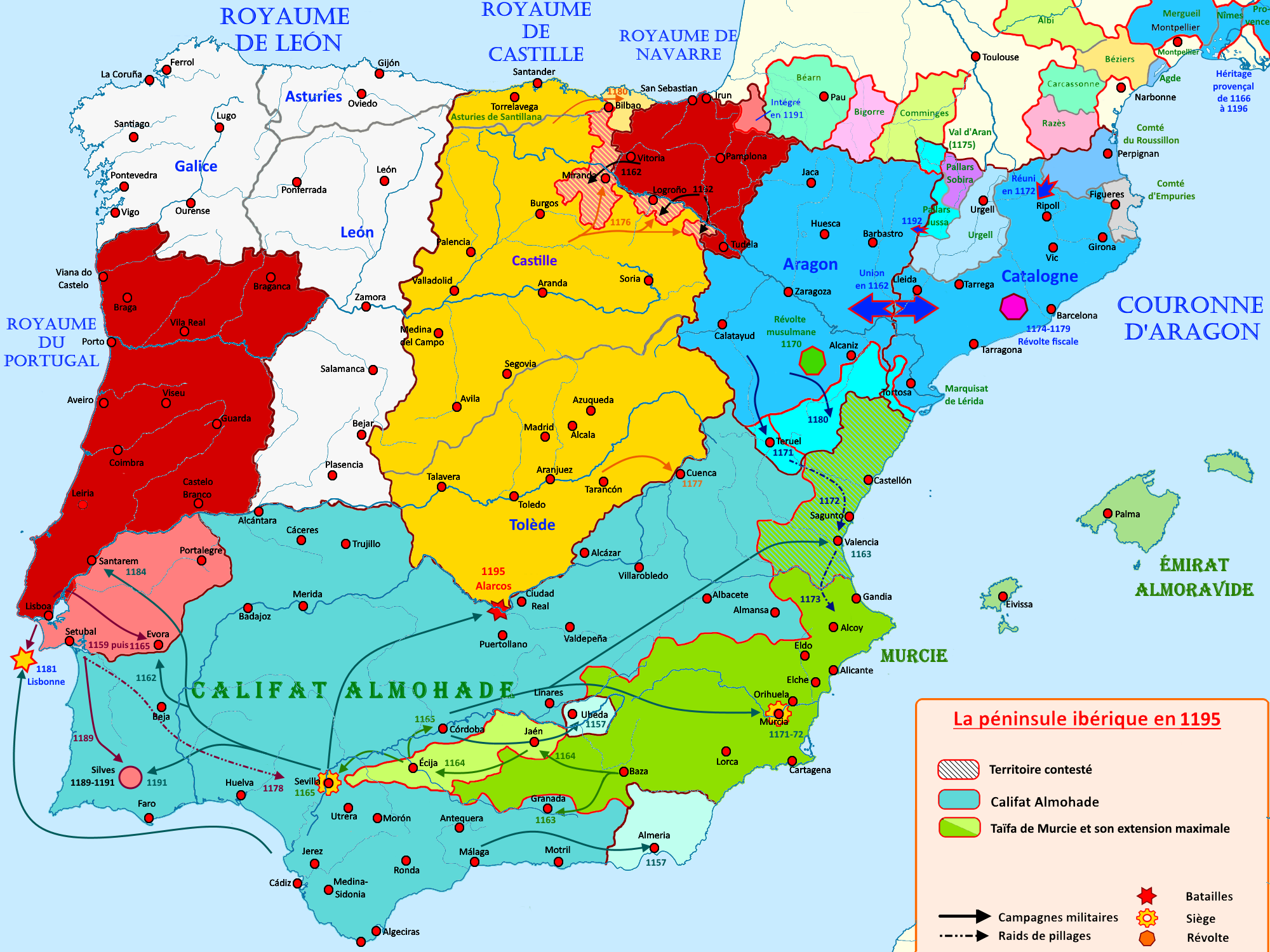
Les Almohades de 1157 à 1195

## Sources
- Charles-André Julien, Histoire de l'Afrique du Nord, des origines à 1830, édition originale 1931, réédition Payot, Paris, 1994